# Drassonax
Drassonax — вимерлий рід невеликих, схожих на ласку ведмедів. Він жив у Північній Америці під час раннього олігоцену, близько 33 млн років.